# Microbiota intestinal

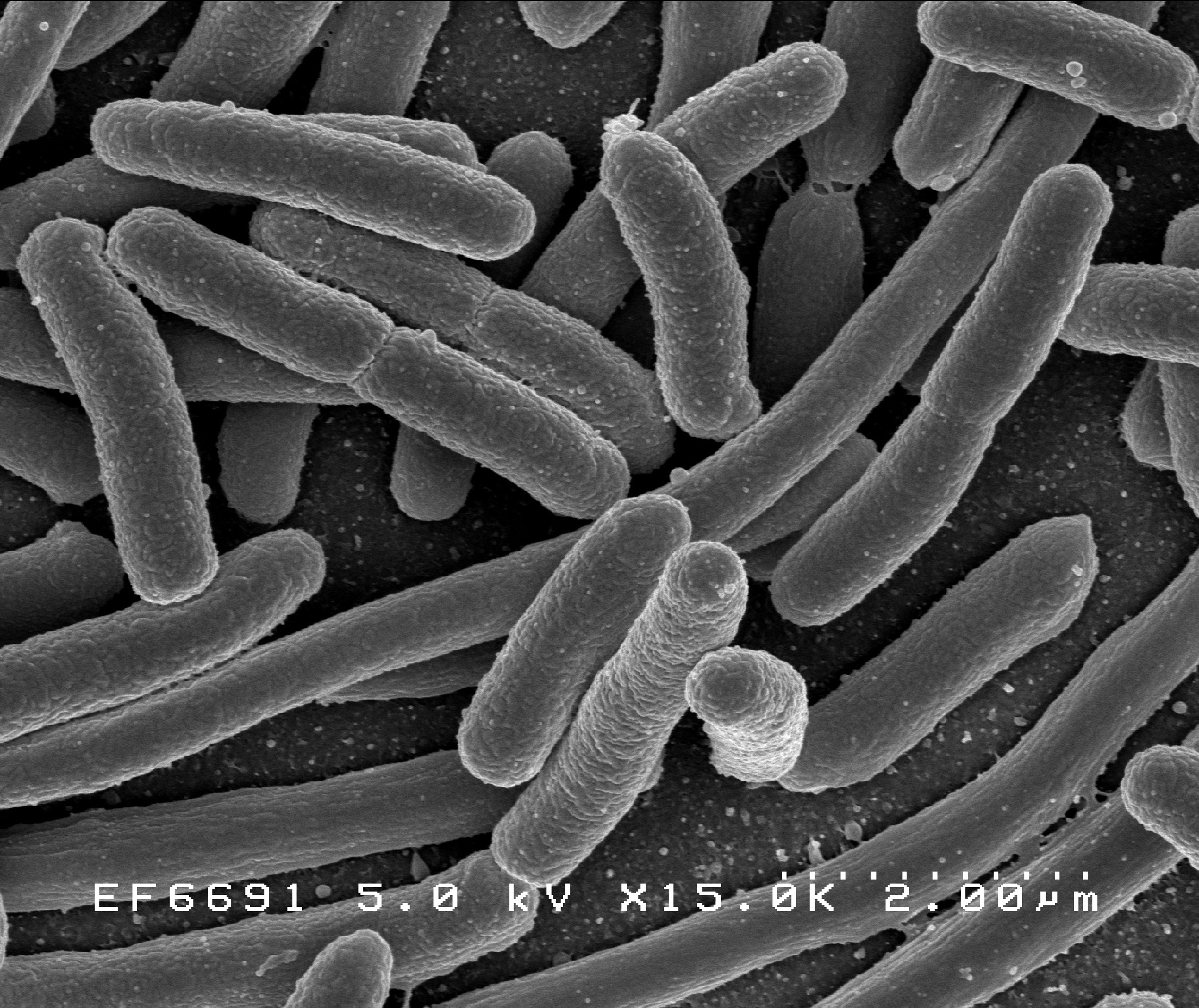
Escherichia coli, uma das muitas espécies de bactérias presentes no intestino humano.

Microbiota intestinal, também conhecida como flora intestinal, consiste em um complexo de espécies de microrganismos que vivem no trato digestivo dos animais e é o maior reservatório de microrganismos. O principal benefício para o hospedeiro é a recuperação de energia a partir da fermentação de carboidratos não digeridos e a subsequente absorção de ácidos graxos de cadeia curta. Os mais importantes destes ácidos graxos são butiratos, metabolizados pelo epitélio do cólon; propionatos pelo fígado; e acetatos do tecido muscular. As bactérias intestinais, também desempenham um papel na síntese de vitamina B e da vitamina K, bem como ácidos biliares, que metabolizam esteróis e xenobióticos.
O corpo humano transporta cerca de 390 trilhões de microrganismos nos seus intestinos (3,9 x 1013), 1,3 vezes maior do que o número total de células humanas no corpo (3,7 x 1013). Contrariando o mito de que nosso corpo humano possui 10 vezes mais bactérias que células humanas . As atividades metabólicas desempenhadas por estas bactérias se assemelham aos de um órgão, levando alguns a comparar bactérias do intestino a um órgão "esquecido". Estima-se que esta microbiota intestinal tem cerca de cem vezes mais genes, no total, dos que existem no genoma humano.
Bactérias compõem a maior parte da microbiota do cólon e até 60% da massa seca de fezes. Cerca de 300 a 1000 espécies diferentes vivem no intestino, com a maioria das estimativas em cerca de 500. No entanto, é provável que 99% das bactérias pertençam a cerca de 30 ou 40 espécies. Os fungos, protozoários, virus comensais  que auxiliam a imunidade  e archaea também compõem uma parte da microbiota intestinal.  Diversos estudos tem sido publicados recentemente descobrindo  suas funções e beneficios. 
A investigação sugere que a relação entre a microbiota do intestino e os seres humanos não é apenas comensal (uma coexistência não nociva), mas sim uma relação mutualística. Embora as pessoas possam sobreviver sem a microbiota intestinal, os microrganismos realizam uma série de funções úteis, como fermentação de substratos de energia não utilizadas, treinando o sistema imunológico, impedindo o crescimento de bactérias patogênicas, prejudiciais, regulando o desenvolvimento do intestino, produzindo vitaminas para o hospedeiro, tais como a biotina e vitamina K, produzir hormônios para dirigir o hospedeiro para armazenar gorduras, entre outros. No entanto, em certas condições, acredita-se que algumas espécies sejam capazes de causar doenças por infecção ou aumentar o risco de câncer para o hospedeiro.
Mais de 99% das bactérias no intestino são anaeróbios, mas no ceco, bactérias aeróbias podem atingir altas densidades.

## Patógenos ou Comensais
Dependendo das condições 1)quantidade exagerada, 2) local e 3)qualidade genética, as bactérias e outros microorganismos podem se tornar patógenos ou comensais.

## Tipos

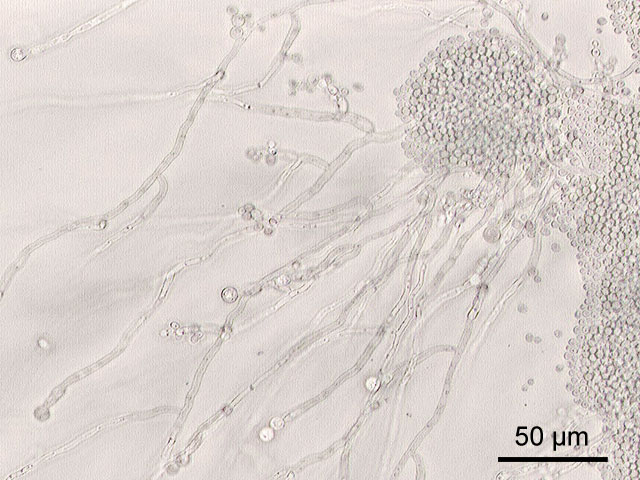
Candida albicans, um fungo dimórfico que cresce como uma levedura no intestino.

Nem todas as espécies no intestino foram identificadas porque não podem mais ser cultivados, e possui difícil identificação. As populações de espécies variam muito entre diferentes indivíduos, mas ficam razoavelmente constantes dentro de um indivíduo ao longo do tempo, apesar de algumas alterações poderem ocorrer com as mudanças no estilo de vida, dieta e idade. Um esforço para descrever melhor a microbiota do intestino e em outros locais do corpo foi iniciado; o projeto do Institutos Nacionais da Saúde Human Microbiome Project. Em 2009, cientistas do INRA (França) destacaram a existência de um pequeno número de espécies compartilhadas por todos os indivíduos que constituem o núcleo da microbiota intestinal filogenética humana.
A maioria das bactérias pertencem aos gêneros Bacteroides, Clostridium, Fusobacterium, Eubacterium, Ruminococcus, Peptococcus, Peptostreptococcus, e Bifidobacterium. Outros gêneros, tais como Escherichia e Lactobacillus, estão presentes em menor grau. Espécies do gênero Bacteroides sozinhas constituem cerca de 30% de todas as bactérias no intestino, o que sugere que este gênero é especialmente importante no funcionamento do hospedeiro.
Os gêneros atualmente conhecidos como fungos da microbiota intestinal incluem Candida, Saccharomyces, Aspergillus e Penicillium.
Archaea constituem uma outra grande classe de microbiota intestinal, que são importantes no metabolismo dos produtos bacterianos de fermentação.

### Enterotipo
Um enterotipo é uma classificação dos seres vivos com base em seu ecossistema bacteriológico no microbioma intestinal humano não ditado por idade, sexo, peso corporal, ou divisões nacionais. Há indícios de que a dieta influencia a longo prazo enterotipos. Três enterotipos humanos foram descobertos.

## Idade
Foi demonstrado que existem padrões comuns de composição evolutiva da microbiota durante a vida. Analisando V4 16S rRNA bacteriana de 528 indivíduos de diferentes idades e origens geográficas, demonstrou que a diversidade da composição da microbiota das amostras fecais é significativamente maior em adultos do que em crianças, embora as diferenças interpessoais sejam maiores em crianças do que em adultos. Curiosamente, a maturação da microbiota numa configuração como adulto acontece durante os três primeiros anos de vida. A análise metagenômica de amostras fecais, combinadas com a análise do V4 16S rRNA permitem um estudo detalhado de filotipos e mostrou que embora não haja filotipos sendo exclusivos para adultos ou bebês, filotipos pertencentes a Bifidobacterium longum que dominam os bebês amamentados, a diminuição da representação proporcional com o aumento da idade.
O estudo também mostrou uma alta prevalência de enzimas envolvidas na fermentação, metanogênese e no metabolismo da arginina, glutamato, aspartato e lisina em microbiomas adultos enquanto que em microbiomas de bebês predominam enzimas envolvidas no metabolismo de vias de cisteína e de fermentação.
Por fim, analisando os efeitos de parentesco sobre o microbioma entre os países, verificou-se que, apesar da grande influência de fatores culturais em que os micróbios estão presentes na população, a partilha de numerosas exposições ambientais comuns em uma família é um forte determinante da composição individual de microbioma. Este efeito não tem influência genética e é observado de forma consistente em diferentes populações culturalmente.

## Aquisição em bebês humanos
O trato gastrointestinal de um feto normal tem sido considerado estéril, no entanto, recentemente tem sido reconhecido que a colonização microbiana pode ocorrer no feto. Durante o nascimento e rapidamente a partir daí, as bactérias da mãe e do ambiente envolvente colonizam o intestino do bebê. Imediatamente após o parto vaginal, os bebés podem ter cepas bacterianas derivadas de fezes das mães no trato gastrointestinal superior. Crianças nascidas por cesariana também podem ser expostas a microbiota de suas mães, mas é mais provável que a exposição inicial seja a partir do ambiente circundante, tais como o ar, outras crianças, e a equipe de enfermagem, que servem como vetores para a transferência. A microbiota intestinal primária em crianças nascidas por cesariana pode ser perturbada por até seis meses após o nascimento, enquanto que as crianças nascidas por parto vaginal levam até um mês para suas microbiotas intestinais estejam bem estabelecidos. Após o nascimento, as bactérias ambientais, orais e cutâneas são facilmente transferidas da mãe para o bebê através da amamentação, beijando e acariciando.
Todas as crianças são inicialmente colonizadas por um grande número de E. coli e estreptococos. Dentro de alguns dias, o número de bactérias atinge de 108 a 1010 por grama de fezes. Durante a primeira semana de vida, estas bactérias criam um ambiente favorável para a redução da sucessão bacteriana subsequente de espécies anaeróbicas estritas principalmente pertencentes aos gêneros Bifidobacterium, Bacteroides, Clostridium, e Ruminococcus. Bebês amamentados se tornam dominados por bifidobactérias, possivelmente devido ao conteúdo de fatores de crescimento de bifidobactérias no leite materno. Em contraste, a microbiota dos lactentes alimentados com fórmula é mais diversificada, com um elevado número de Enterobacteriaceae, enterococos, bifidobactérias, Bacteroides, e clostrídios.
Os microbiomas de crianças são enriquecidos por enzimas envolvidas no forrageamento de glicanos representados no leite materno e na mucosa intestinal.

## Dietas
Diferentes tipos de dieta, como dietas vegetarianas versus dietas à base de carne, afetam o microbioma. Mas a carne crua versus a cozida não tem impacto detectável nos micróbios intestinais dos animais. Curiosamente, a batata-doce crua e cozida muda completamente a composição dos microbiomas dos animais, assim como os padrões de atividade gênica dos micróbios e os itens metabólicos biologicamente críticos que eles entregam.

## Funções
As bactérias no intestino cumprem uma série de funções úteis para os seres humanos, incluindo a digestão de substratos de energia não utilizada, estimulando o crescimento celular, reprimindo o crescimento de micro-organismos nocivos, treinando o sistema imunológico a responder apenas aos patógenos, e defesa contra algumas doenças.

### Efeitos tróficos
Outro benefício de SCFA é que eles aumentam o crescimento das células epiteliais intestinais e controlam a sua proliferação e diferenciação. Eles também podem causar tecido linfoide perto do intestino para crescer. As células bacterianas também alteram o crescimento do intestino, alterando a expressão de proteínas da superfície celular, tais como transportadores de sódio/glicose. Além disso, as mudanças que eles fazem nas células podem evitar lesões que ocorram na mucosa intestinal.

### Imunidade
Microbiota intestinal tem um efeito contínuo e dinâmico no intestino e sistema imunológico sistêmico do hospedeiro. As bactérias são fundamentais na promoção do desenvolvimento inicial do sistema imunológico da mucosa do intestino tanto em termos de seus componentes físicos e funções e continuam a desempenhar um papel mais tarde na vida em sua operação. As bactérias estimulam o tecido linfoide associado à mucosa do intestino para produzir anticorpos a agentes patogênicos. O sistema imunitário reconhece e combate bactérias prejudiciais, mas deixa as espécies úteis sozinhas, uma tolerância desenvolvida na infância.
Assim que uma criança nasce, as bactérias começam a colonizar o trato digestivo. As primeiras bactérias a se instalarem são capazes de afetar a resposta imune, tornando-a mais favorável à sua própria sobrevivência e menos para as espécies concorrentes; assim, as primeiras bactérias a colonizar o intestino são importantes na determinação da composição contínua da microbiota intestinal da pessoa. No entanto, há uma mudança na altura do desmame de espécies predominantemente anaeróbicas facultativas, tais como Streptococci e Escherichia coli, para obrigar principalmente espécies anaeróbicas.
Descobertas recentes demonstraram que as bactérias do intestino desempenham um papel na expressão de receptores do tipo Toll (TLRs) nos intestinos, moléculas que ajudam o hospedeiro a reparar danos devido a uma lesão. TLRs causa partes do sistema imunitário para reparar danos causados, por exemplo, por radiação. TLRs são um dos dois tipos de receptores de reconhecimento de padrões (PRR) que fornecem ao intestino a capacidade de discriminar entre as bactérias patogênicas e comensais. Estes PRRs identificam os agentes patogênicos que cruzaram as barreiras mucosas e desencadeiam um conjunto de respostas que tomam medidas contra o patógeno, que envolvem três principais células imune-sensoriais: enterócitos de superfície, células M e células dendríticas.

### Prevenção de alergia
As bactérias também estão implicadas na prevenção de alergias, uma reação excessiva do sistema imunitário aos antigênios não nocivos. Os estudos sobre a microbiota intestinal de bebês e crianças pequenas têm mostrado que aqueles que têm ou mais tarde desenvolvem alergias têm diferentes composições de microbiota intestinal de pessoas sem alergias, com maiores chances de ter as espécies nocivas C. difficile e S. aureus e menor prevalência de Bacteroides e Bifidobacteria. Uma explicação é que, desde que úteis microbiota intestinal estimula o sistema imunológico e o "treina" para responder adequadamente aos antígenos, a falta dessas bactérias no início da vida leva a um sistema imunológico inadequadamente treinado que exagera a antígenos. Por outro lado, as diferenças na microbiota poderiam ser um resultado e não uma causa, das alergias.

### Relação com doenças neurológicas
Muitas publicações tem dado destaque ao eixo microbiota-cérebro-sistema inumológico e neste contexto vale destacar a relação de microbiotas com presença de certos fungos e o autismo , que é fruto da atenção inovadora que se tem dado aos fungos:  
"Nos últimos anos, a microbiota intestinal tem sido considerada um ator de pleno direito do eixo intestino-cérebro, tornando possível dar um novo passo na compreensão da fisiopatologia das doenças neurológicas e psiquiátricas. No entanto, a maioria dos estudos tem se dedicado à microbiota bacteriana intestinal, esquecendo a flora fúngica não desprezível. Nesta revisão, expomos como o papel do componente fúngico no eixo microbiota-intestino-cérebro é legítimo, por meio de suas interações tanto com o hospedeiro, principalmente com o sistema imunológico, quanto com as bactérias intestinais. Também discutimos dados publicados que já atestam um papel do micobioma no eixo microbiota-intestino-cérebro e o impacto dos fungos na pesquisa clínica e terapêutica" 
Quanto a abundância no intestino a "ascomycota é de longe o filo de fungo mais prevalente no intestino, seguido por Zygomycota (correspondendo à classificação filogenética anterior, agora distribuída entre Glomeromycota e vários subfilos incertae sedis, incluindo Mucoromycotina, Entomophthoromycotina, Kickxellomycotina e Zoopagomycotina) . 
As pesquisas revelam que o microbioma precisa estar em equilibrio populacional e a presença dos fungos faz parte do arranjo necessário para normobiose. "Tomados em conjunto, esses resultados indicam que o micobioma comensal pode ser um fator crucial no intestino e distúrbios imunológicos sistêmicos, com base na difusão sistêmica de citocinas, produtos fúngicos ou metabólitos, ou translocação micromicética"

## Microbiota intestinal e exercício físico
A qualidade da microbiota intestinal, e toda sua parte genética, influenciam na eficiência do metabolismo dos nutrientes, afetando diretamente a  performance esportiva. A microbiota influencia na absorção de nutrientes, na síntese de vitaminas, na modulação de inflamação e na resposta imune, na captação de energia através da influência no metabolismo energético, na biossíntese de nucleotídeos, que estão diretamente relacionados à formação e reparo de tecidos. Uma microbiota saudável depende de uma série de fatores que a influenciam desde o nascimento. No caso de um atleta, a microbiota intestinal é influenciada por seu histórico de treinamento, seu ambiente de treino, seu condicionamento físico, o tipo de dieta consumida, a modalidade e a intensidade do treino.
O estudo “Influence of Exercise on the Human Gut Microbiota of Healthy Adults: A Systematic Review” mostra que o exercício influencia diretamente na microbiota. Um indivíduo sedentário provavelmente terá uma microbiota de menos qualidade que um praticante de exercícios. Esse estudo mostrou a associação entre níveis mais elevados de atividade física e aptidão cardiorrespiratória, com uma maior diversidade da microbiota intestinal. No entanto, os autores advertem que “estudos mais bem elaborados são necessários para desvendar os possíveis mecanismos pelos quais o exercício pode influenciar a composição e a atividade da microbiota intestinal humana. [...] A influência do exercício na microbiota intestinal de humanos saudáveis é pouco compreendida.” 
O sedentário provavelmente estaria em disbiose, com a diversidade bacteriana fecal alfa diminuída e menor produção de ácidos graxos de cadeia curta (SCFAs). Uma pessoa ativa tende a ter uma eubiose, com maior diversidade alfa e maior produção de SCFAs, porém há necessidade de mais estudos em humanos saudáveis para podermos afirmar isso positivamente.
Parece haver um certo consenso na literatura acadêmica a respeito da modulação da microbiota intestinal pelos exercícios físicos. “Há evidências de que o exercício físico quando combinado com dieta hipocalórica parece promover alterações ainda mais pronunciadas em relação à manutenção do equilíbrio entre bactérias com perfil positivo e negativo.”
Em um estudo com animais saudáveis (ratos), Tadelle constatou que quatro semanas de exercícios intervalados de alta intensidade produziram alterações significativas na microbiota intestinal, quando comparados com o grupo controle.

Há suspeitas de que exercícios intensos prolongados afetam negativamente a microbiota intestinal em função do estresse provocado.